# Lars-Erik Litsfeldt
Lars-Erik Litsfeldt, född 1958, är en svensk jurist och författare. Han har bland annat skrivit böckerna Fettskrämd (2005) och Ät fet mat - bli frisk och smal (2006) som handlar om hur man genom att äta mer fett och mindre kolhydrater kan komma till rätta med diabetes och övervikt.